# Boris Pašanski
Boris Pašanski, cyr. Бopиc Пaшaнcки (ur. 3 listopada 1982 w Belgradzie) – serbski tenisista, reprezentant w Pucharze Davisa.

## Kariera tenisowa
Jako zawodowy tenisista występował w latach 2001–2014.
W grze pojedynczej, oprócz zwycięstw w zawodach kategorii ITF Men's Circuit, ma w dorobku 8 triumfów w turniejach rangi ATP Challenger Tour (wszystkie na nawierzchni ziemnej).
W deblu Serb swój najlepszy rezultat w turniejach rangi ATP World Tour osiągnął w roku 2006 podczas zawodów w Buenos Aires, wspólnie z Wasilisem Mazarakisem. Finałowe spotkanie przegrali 1:6, 2:6 z parą František Čermák–Leoš Friedl.
W latach 2003, 2004, 2007, 2013 reprezentował Serbię w Pucharze Davisa, rozgrywając przez ten okres 9 pojedynków singlowych, z których 6 wygrał.
W 2005 roku jako reprezentant Malty wziął udział w igrzyskach małych państw Europy, zdobywając srebrny medal w grze pojedynczej.
Najwyżej sklasyfikowany w rankingu singlistów był na 55. miejscu pod koniec lutego 2006 roku, natomiast w zestawieniu deblistów w połowie sierpnia 2009 roku zajmował 190. pozycję.

### Finały w turniejach ATP World Tour
| Legenda                                      |
| -------------------------------------------- |
| Wielki Szlem                                 |
| Igrzyska olimpijskie                         |
| Tennis Masters Cup / ATP Finals              |
| ATP Masters Series / ATP Tour Masters 1000   |
| ATP International Series Gold / ATP Tour 500 |
| ATP International Series / ATP Tour 250      |

#### Gra podwójna (0–1)
| Końcowy wynik | Nr | Data           | Turniej      | Nawierzchnia | Partner           | Przeciwnicy                  | Wynik finału |
| ------------- | -- | -------------- | ------------ | ------------ | ----------------- | ---------------------------- | ------------ |
| Finalista     | 1. | 19 lutego 2006 | Buenos Aires | Ceglana      | Wasilis Mazarakis | František Čermák Leoš Friedl | 1:6, 2:6     |